# John le Carré
David John Moore Cornwell (n. 19 octombrie 1931, Poole, Anglia, Regatul Unit – d. 12 decembrie 2020, Truro, Anglia, Regatul Unit), pseudonim literar, John le Carré /lə ˈkɑrˌeɪ/, a fost un autor britanic de romane de spionaj.
În deceniile 1950 și 1960, când Cornwell a lucrat pentru Serviciul Secret și Secret Intelligence Service al Regatului Unit, a început să scrie romane de spionaj sub numele său literar, John le Carré. Cel de-al treilea roman al său, The Spy Who Came in from the Cold (1963, traducere aproximativă, Spionul care a venit din frig) a devenit un remarcabil succes internațional, rămânând până în prezent una din lucrările sale cele mai bune. Datorită acestui roman, care l-a făcut independent financiar, Cornwell a părăsit munca de culegere de informații și MI6 pentru a deveni scriitor profesionist.
Le Carré s-a „specializat” în diverse lucrări de spionaj, deși a abordat și alte genuri. În anul 2008, revista The Times l-a plasat pe le Carré ca cel de-al 22-lea scriitor pe lista de celor 50 cei mai mari scriitori britanici de după 1945.  În 2011, britanicul a fost recompensat cu Medalia Goethe, o medalie oficială a Republicii Federale Germania și un premiu anual oferit de Institutul Goethe, o organizație non-profit din München, dedicată promovării limbii și culturii germane.

## Biografie

### Viață timpurie și carieră
La 19 octombrie 1931, David John Moore Cornwell s-a născut ca fiu al lui Richard Thomas Archibald (Ronnie) Cornwell (1906 – 1975) și al Olive (Glassy) Cornwell, în Poole, Dorset, Anglia, ca cel de-al doilea fiu al cuplului. Primul copil al cuplului, Tony, este un executiv acum retras din industria de reclame. Scriitorul mai are doi frați vitregi, actrița Charlotte Cornwell și jurnalistul Rupert Cornwell, fost șef al filialei ziarului Independent din Washington, D.C., copii ai tatălui său cu o a doua soție.

## Lucrări, operă

### Romane
- Call for the Dead (1961) ISBN 0-143-12257-6
- A Murder of Quality (1962) ISBN 0-141-19637-8
- The Spy Who Came in from the Cold (1963) ISBN 0-143-12475-7
- The Looking Glass War (1965) ISBN 0-143-12259-2
- A Small Town in Germany (1968) ISBN 0-143-12260-6
- The Naïve and Sentimental Lover (1971) ISBN 0-143-11975-3
- Tinker Tailor Soldier Spy (1974) ISBN 0-143-12093-X
- The Honourable Schoolboy (1977) ISBN 0-143-11973-7
- Smiley's People (1979) ISBN 0-340-99439-8
- The Little Drummer Girl (1983) ISBN 0-143-11974-5
- A Perfect Spy (1986) ISBN 0-143-11976-1
- The Russia House (1989) ISBN 0-743-46466-4
- The Secret Pilgrim (1990) ISBN 0-345-50442-9
- The Night Manager (1993) ISBN 0-345-38576-4
- Our Game (1995) ISBN 0-345-40000-3
- The Tailor of Panama (1996) ISBN 0-345-42043-8
- Single & Single (1999) ISBN 0-743-45806-0
- The Constant Gardener (2001) ISBN 0-743-28720-7
- Absolute Friends (2003) ISBN 0-670-04489-X
- The Mission Song (2006) ISBN 0-340-92199-4
- A Most Wanted Man (2008) ISBN 1-416-59609-7
- Our Kind of Traitor (2010) ISBN 0-143-11972-9
- A Delicate Truth (2013) ISBN 0-143-12531-1